# Nickers
Nickers foi um programa da Nick criado no Brasil, México, Espanha e Argentina, foi um programa parecido com Zapping Zone do Disney Channel. No Brasil foi exibido de segunda a sexta-feira das 18h30 às 20h.
Devido a questão de audiência o programa deixou de ser exibido em todos os países.

## O Programa
O programa visitava toda semana a casa de um Nicker, no quadro chamado "NA SUA" e também semanalmente, uma banda visitava o programa.
Todos os principais músicos do cenário nacional passaram pelo palco do NICKERS como: Nx Zero, Maskavo, Cachorro Grande, Fresno, CPM 22, Pitty, Natiruts, For Fun, Lipstick e etc, totalizando mais de 45 bandas.
Presenças internacionais como MxPx e Belinda também marcaram presença; sempre com apresentações exclusivas e AO VIVO.
O programa era apresentado pelos Nickers:
Dinho (Elinaldo Abdalla), HD (Américo Fazzio) e Bianca Jhordão.
E contava com várias outras atrações:
- A BOLHA - o participante tinha de entrar num lugar escuro e testar seus cinco sentidos.
- STRIMILIKE - várias imagens passavam e o nicker tem de acertar 14 ou 15 mais imagens dos monitores para ganhar os nicker prêmios.

## Jogos
Esses eram os jogos do Nickers:
- Pergunta e Resposta: Primeiro perguntão qual é o canal favorito do jogador, e depois perguntão qual o programa ou a série favorita do canal favorito, e depois perguntão algo sobre esse programa ou série.
- Internickers.

## Desenhos
Havia também desenhos como:
- Bob Esponja
- Jimmy Neutron
- Uma robô adolescente
- Família X
- Os Padrinhos Mágicos
- Catscratch
- El Tigre: As Aventuras de Manny Rivera
- Tak e a Magia de Juju.

## Exibição
Nickers ficou 1 ano e meio no ar teve seu último episódio exibido no dia 21 de novembro de 2008.
O horário do programa foi substituído pelas séries: Os Padrinhos Mágicos, Bob Esponja e Drake & Josh.